# Fier de călcat

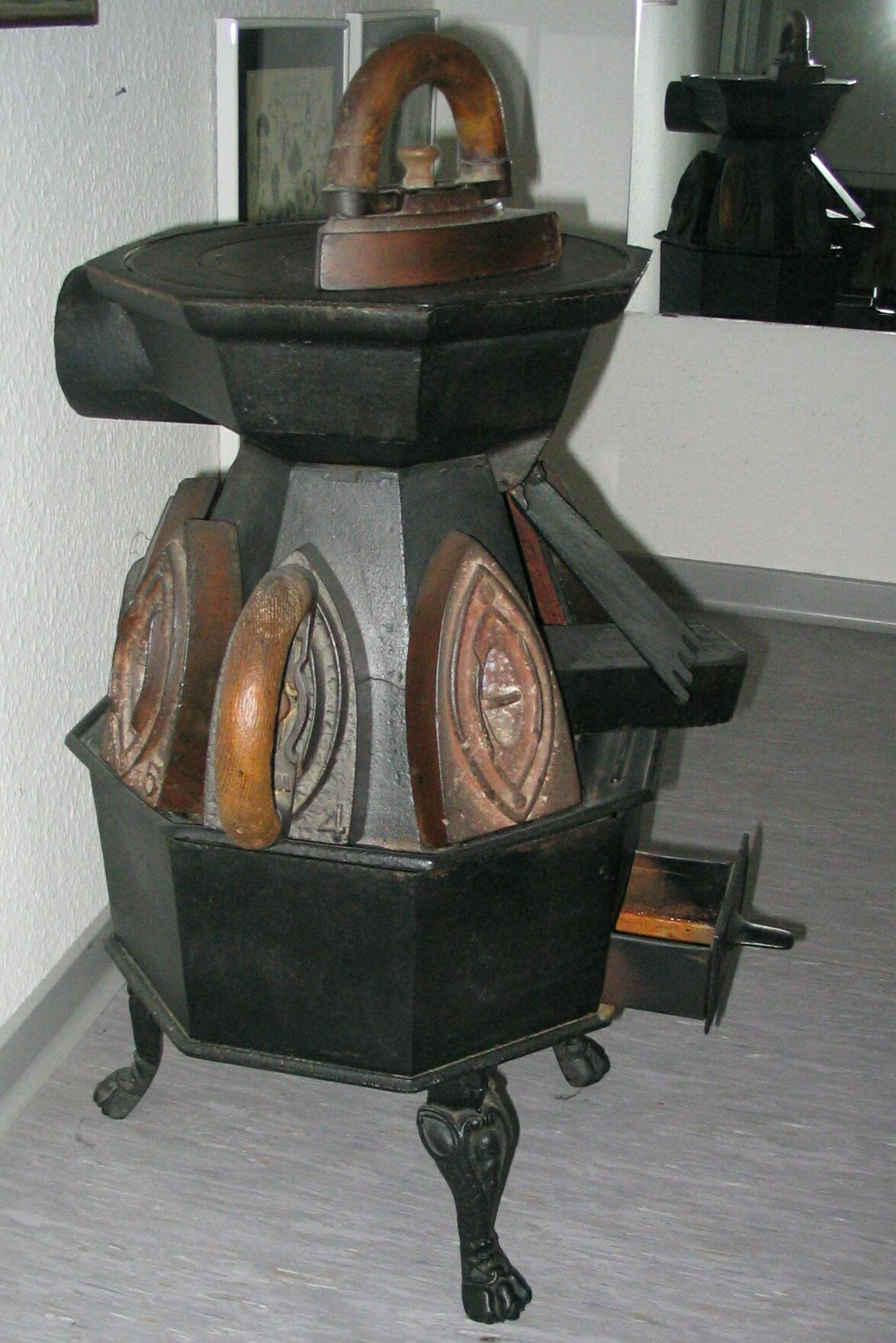
Fiare de călcat pentru croitorie.

Un fier de călcat este o unealtă folosită la netezirea prin apăsare a materialelor textile. 
Operația de călcare desface legăturile dintre moleculele lungi ale fibrelor țesăturilor. Fibrele sunt îndreptate datorită greutății fierului de călcat, iar prin răcire rămân în noua lor formă. Unele materiale, ca bumbacul necesită un aport de apă ca legăturile să poată fi desfăcute.

## Istoric
În China. încă din secolul I s-au folosit pentru călcat vase metalice umplute cu mangal. În Europa s-au folosit plăci de fontă triunghiulare prevăzute cu un mâner începând cu secolul al XVII-lea. Ulterior au apărut, fiare de călcat din fontă umplute cu mangal. Se consideră că fierul încălzit electric a fost inventat în 1882 de Henry W. Seeley. Primul fier electric termostatat a apărut în 1920.

## Fierul de călcat modern

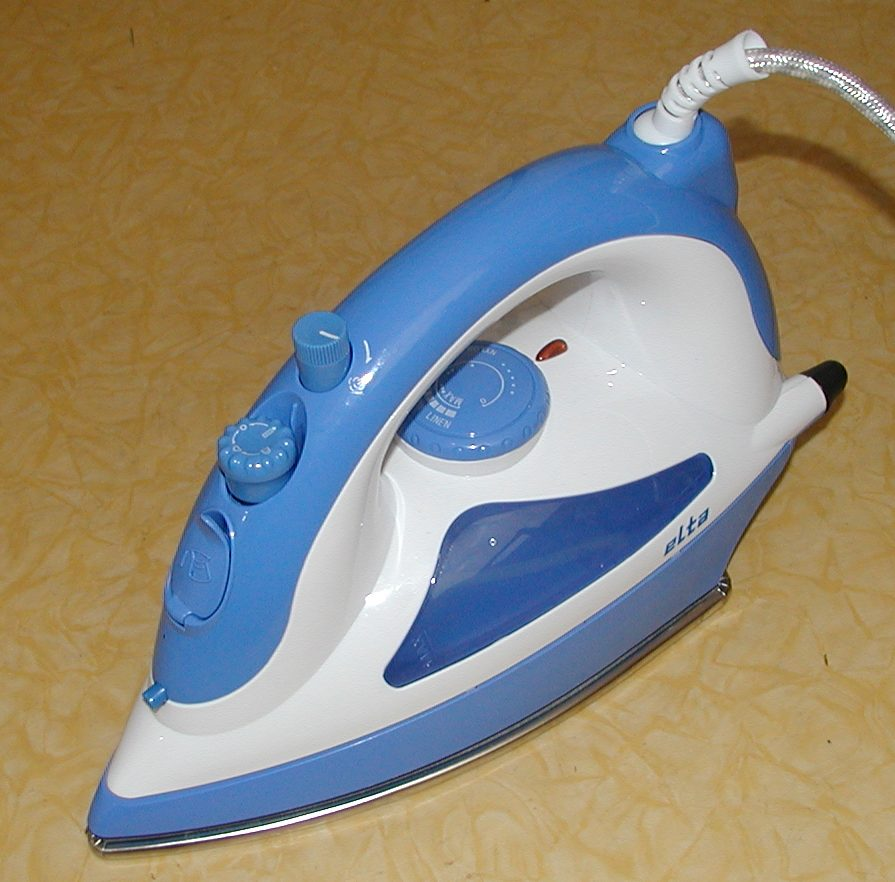
Fier electric modern

Un fier de călcat modern este prevăzut cu:
- o rozetă de reglaj a temperaturii dorite, gradat de obicei conform tipurilor de țesături;
- termostat de menținere a temperaturii dorite;
- rezervor cu apă pentru umidificare;
- indicator al cantității de apă disponibile;
- butoane de comandă pentru umidificarea cu apă sau/și cu abur;
- un sistem de punere a fierului în așteptare, care uneori intră în funcțiune automat dacă fierul nu este folosit o perioadă de timp;
- un sistem de protecție la supraîncălzire.
- talpa de teflon (pentru o alunecare mai usoara) sau functie de auto-curatire

Un fier de călcat este un aparat mare consumator de energie electrică (consumă o putere de cca. 1 kW) și, prin greutatea și temperatura sa, un obiect periculos, mai ales pentru copii.
Fierul de călcat folosit în industrie de asemenea a suferit un proces de evoluție.

## Galerie

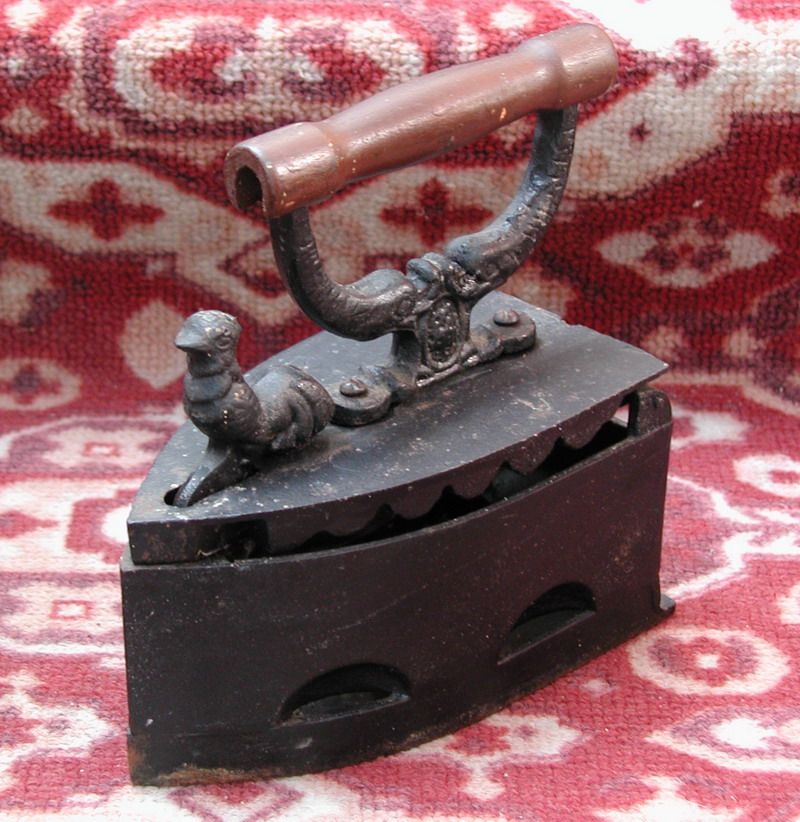
Fier de călcat cu mangal
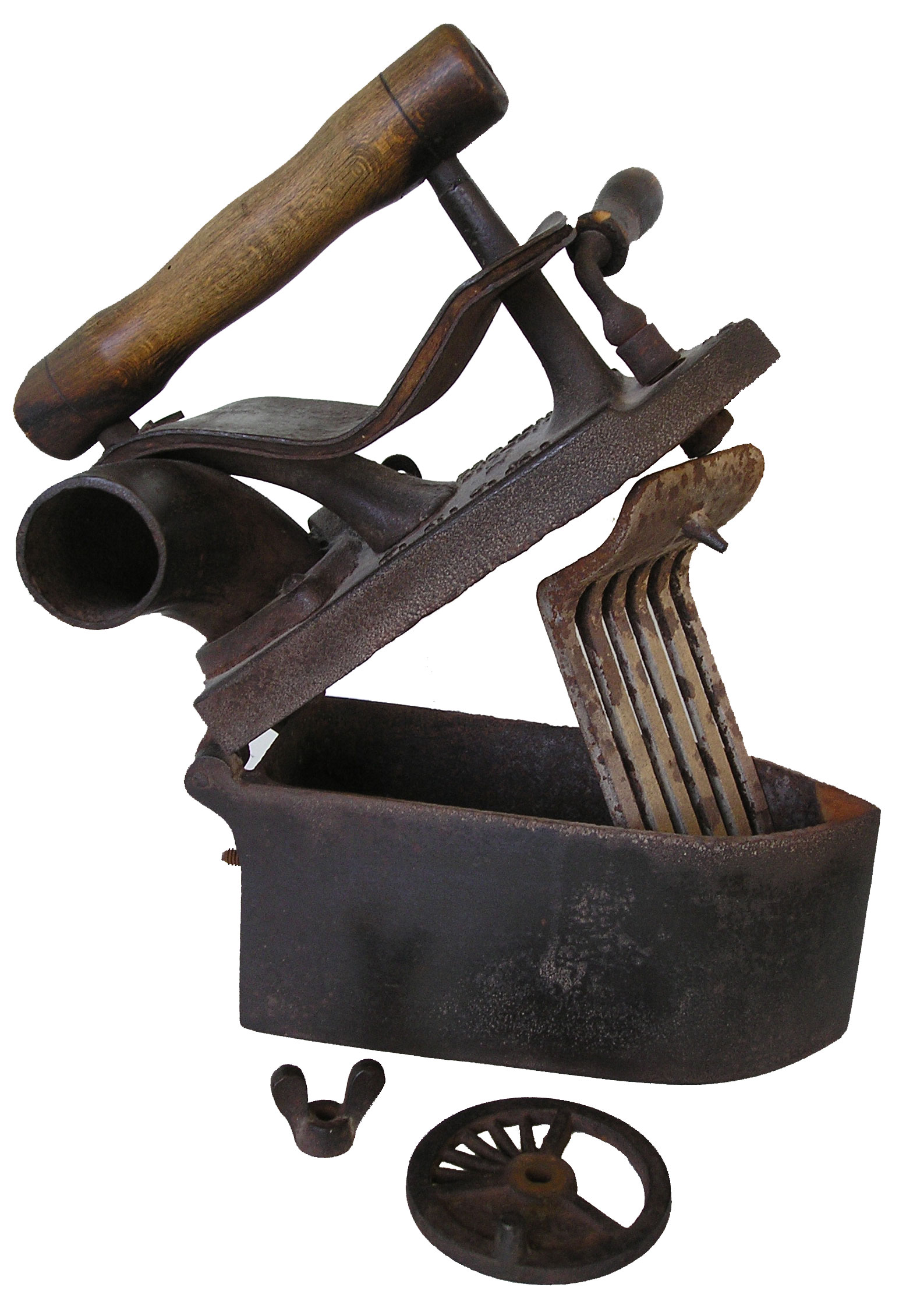
Fier de călcat cu mangal (deschis)
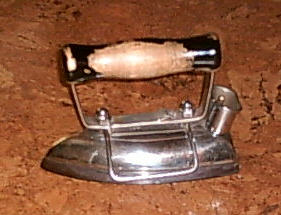
Fier electric din anii 1950
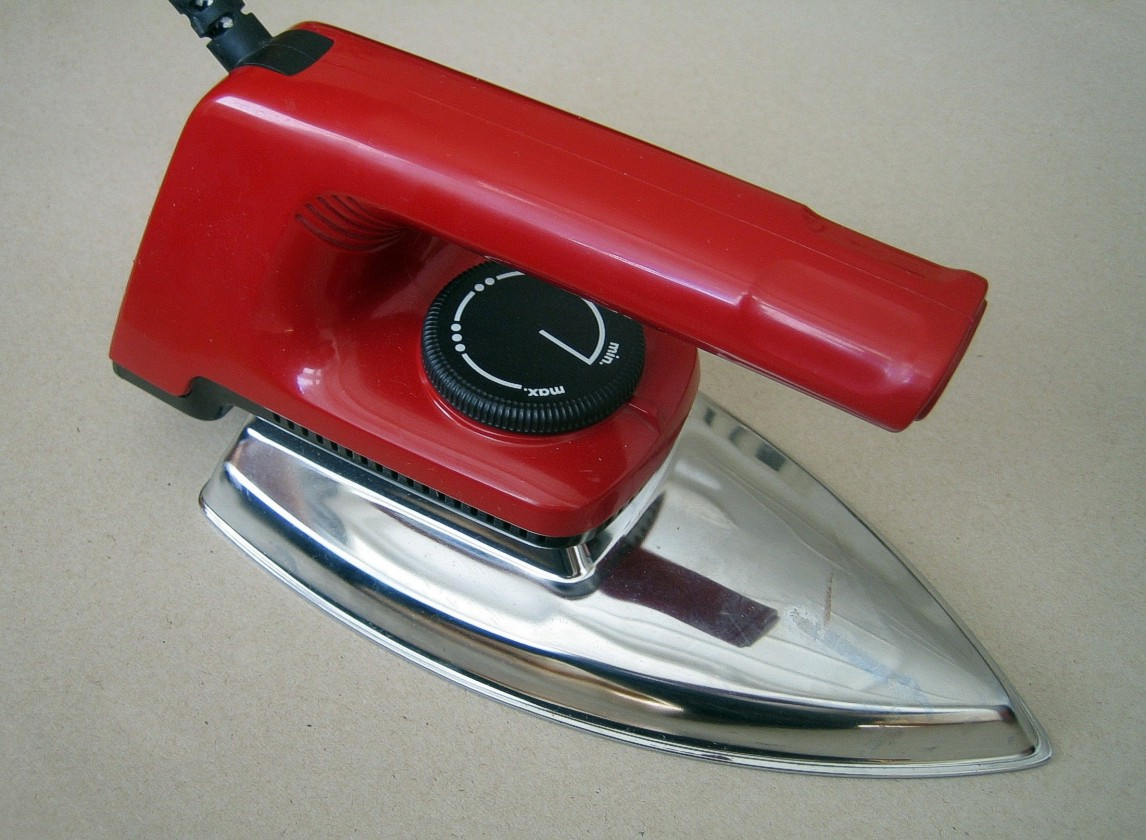
Fier electric din anii 1970
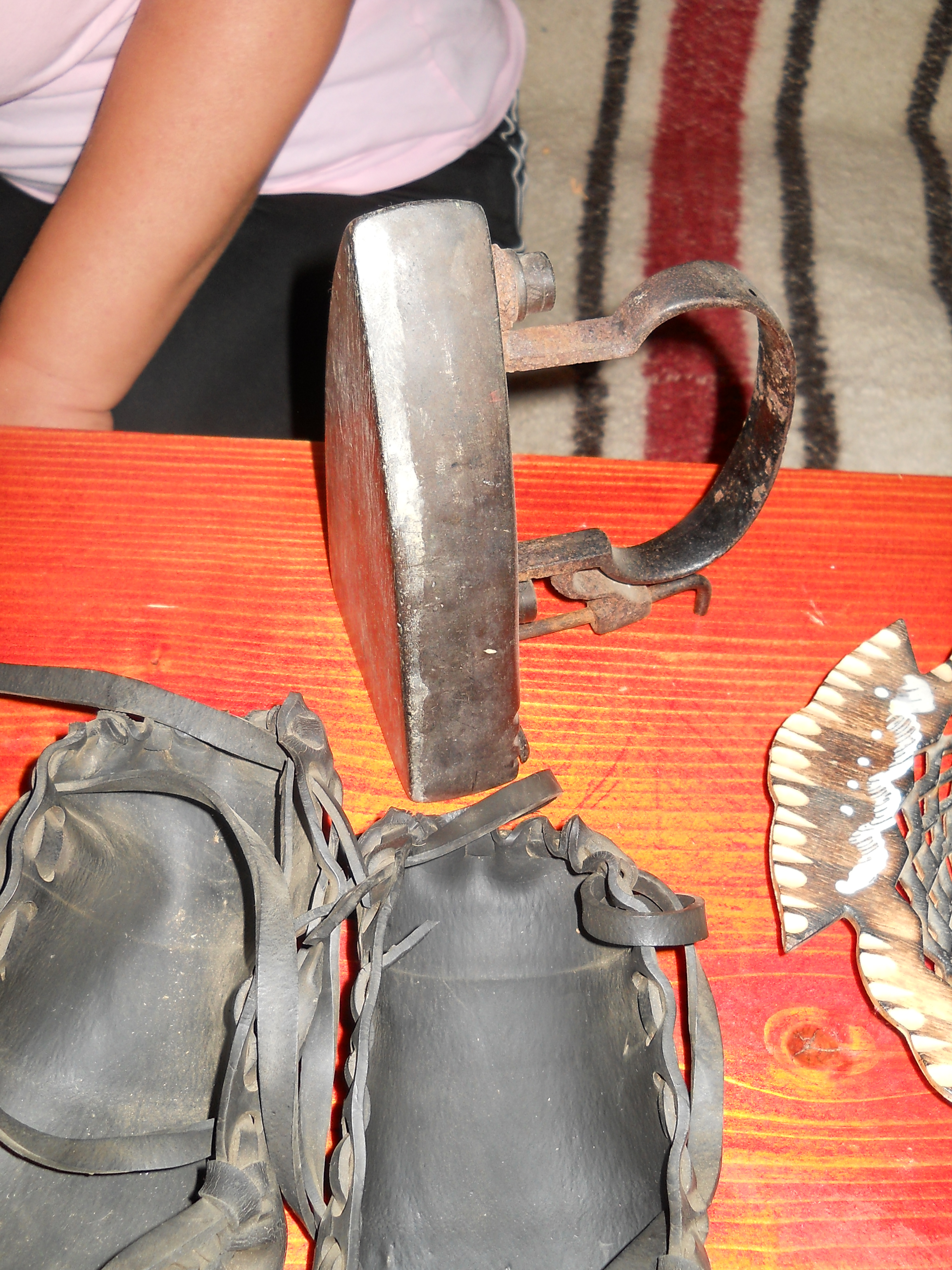
Vechi fier de călcat din Bucovina
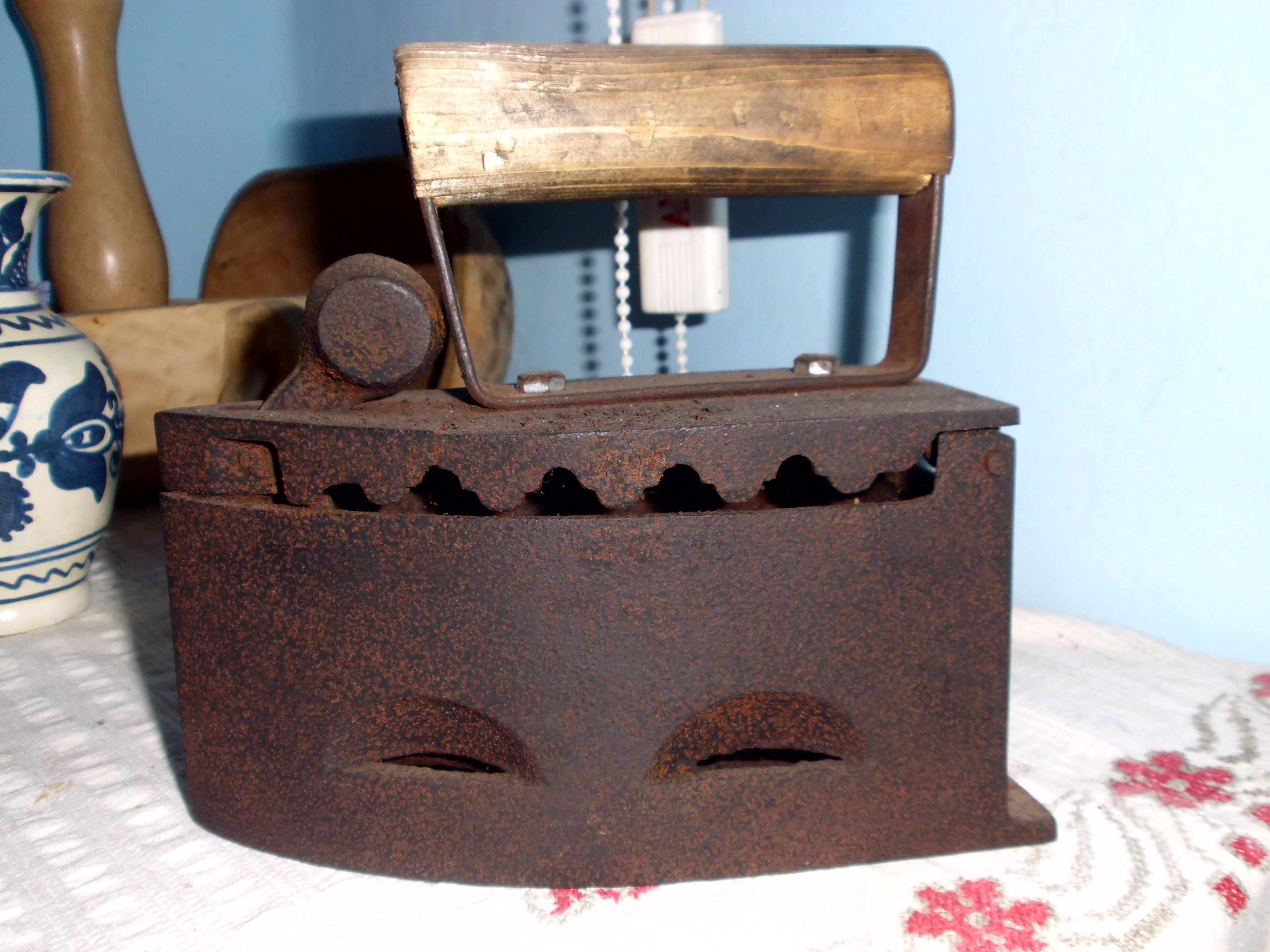
Vechi fier de călcat cu mangal